# Charinus diomedesi
Espèce
Charinus diomedesi est une espèce d'amblypyges de la famille des Charinidae.

## Distribution
Cette espèce est endémique de Saint-Vincent à Saint-Vincent-et-les-Grenadines.

## Description
Le mâle holotype mesure 5,95 mm.

## Systématique et taxinomie
Cette espèce a été décrite par Armas, Miranda, Santos-Murgas et Castillo en 2023.

## Étymologie
Cette espèce est nommée en l'honneur de Diomedes Quintero Arias.

## Publication originale
- Armas, Miranda, Santos-Murgas & Castillo, 2023 : « A new species of Charinus (Amblypygi: Charinidae) from Saint Vincent Island, Lesser Antilles. » Revista Iberica de Aracnologia, no 43, p. 63–66.